# Lepuropetalon spathulatum
Lepuropetalon spathulatum är en benvedsväxtart som först beskrevs av Henry Ernest Muhlenberg, och fick sitt nu gällande namn av Ell. Lepuropetalon spathulatum ingår i släktet Lepuropetalon och familjen Celastraceae. Inga underarter finns listade.